# Kickstart My Heart
«Kickstart My Heart» es un sencillo del grupo de heavy metal Mötley Crüe, nominada a los premios Grammy. Es considerada como la canción más famosa e insignia de la banda. Salió originalmente en su quinto álbum de estudio de 1989 llamado Dr. Feelgood. La canción fue escrita por Nikki Sixx acerca de su famosa sobredosis en la cual fue declarado clínicamente muerto antes de ser reanimado con dos dosis de adrenalina en el corazón. Su sobredosis se dio en 1987 cuando Mötley Crüe salió de gira junto a Guns N' Roses. La misma tuvo lugar en el cuarto de hotel del mítico guitarrista de los Guns, Slash, aunque este no tuvo que ver con la situación de Nikki.
El videoclip fue grabado en el club nocturno Whisky A-Go-Go durante el calentamiento previo a embarcarse en el tour de Dr. Feelgood. El comediante Sam Kinison fue la estrella invitada haciendo un cameo como el conductor del grupo.

## Versiones por otros artistas
La canción ha sido versionada en varias ocasiones por grupos de distintos géneros, generalmente citando a Mötley Crüe como influencia, entre estas versiones se encuentran artistas como:
- Asking Alexandria
- Testament
- Slaughter
- Krack falls
- Shut up!!
- The Fallen
- Black Veil Brides (en algunos de sus conciertos en vivo)
- Diversos artistas underground de todo el mundo

## Músicos
- Vince Neil – Voz, guitarra, armónica
- Mick Mars – Guitarra, voz
- Nikki Sixx – Bajo, voz
- Tommy Lee – Batería, percusión, voz

- Datos: Q4345833